# Ізабелла (округ)
Шаблон:StateAbbr_ 43°39′ пн. ш. 84°50′ зх. д. / 43.65° пн. ш. 84.84° зх. д.
Округ  Ізабелла (англ. Isabella County) — округ (графство) у штаті Мічиган, США. Ідентифікатор округу 26073.

## Історія
Округ утворений 1831 року.

## Демографія
За даними перепису 
2000 року 
загальне населення округу становило 63351 осіб, зокрема міського населення було 31353, а сільського — 31998.
Серед мешканців округу чоловіків було 30252, а жінок — 33099. В окрузі було 22425 домогосподарств, 13014 родин, які мешкали в 24528 будинках.
Середній розмір родини становив 3,03.
Віковий розподіл населення поданий у таблиці:
| Стать    | До 15 років | 15-21 | 22-29 | 30-39 | 40-49 | 50-65 | 65-85 | Понад 85 |
| -------- | ----------- | ----- | ----- | ----- | ----- | ----- | ----- | -------- |
| Чоловіки | 5396        | 6607  | 4845  | 3696  | 3778  | 3544  | 2201  | 185      |
| Жінки    | 5171        | 8849  | 4554  | 3536  | 3937  | 3716  | 2872  | 464      |

## Суміжні округи
- Клер — північ
- Гледвін — північний схід
- Мідленд — схід
- Грешіт — південний схід
- Монткам — південний захід
- Мекоста — захід
- Осеола — північний захід

## Виноски
1. ↑  US Decennial Census. US Census Bureau. Архів оригіналу за 26 квітня 2015. Процитовано 25 вересня 2014.
2. ↑  Historical Census Browser. University of Virginia Library. Архів оригіналу за 30 травня 2019. Процитовано 25 вересня 2014.
3. ↑  Population of Counties by Decennial Census: 1900 to 1990. US Census Bureau. Архів оригіналу за 15 лютого 2015. Процитовано 25 вересня 2014.
4. ↑  Census 2000 PHC-T-4. Ranking Tables for Counties: 1990 and 2000 (PDF). US Census Bureau. Архів оригіналу (PDF) за 18 грудня 2014. Процитовано 25 вересня 2014.
5. ↑  State & County QuickFacts. U.S. Census Bureau. Архів оригіналу за 6 червня 2011. Процитовано 28 серпня 2013. [Архівовано 2011-08-10 у Wayback Machine.](англ.) Наведено за англійською вікіпедією.
6. ↑  American FactFinder. Бюро перепису населення США. Архів оригіналу за 26 лютого 2012. Процитовано 31 січня 2008. [Архівовано 2008-05-21 у Wayback Machine.]

| США | Це незавершена стаття з географії США. Ви можете допомогти проєкту, виправивши або дописавши її. |